# 關口久雄
關口久雄（1954年10月29日—），日本足球運動員，前日本國家足球隊成員。

## 職業生涯
1978年協助三菱重工得到三個錦標，包括日本足球聯賽、JSL盃及天皇盃，1980年同樣得到該三個錦標，並於1988年退役。

## 日本國家足球隊
1978年5月23日首次代表日本國家足球隊對戰泰國國家足球隊，他共为日本國家足球隊出场3次，打进1球。

## 成績
| 日本國家足球隊 | 日本國家足球隊 | 日本國家足球隊 |
| 年             | 出場           | 入球           |
| -------------- | -------------- | -------------- |
| 1978           | 3              | 1              |
| 總和           | 3              | 1              |

## 外部連結
- National Football Teams （页面存档备份，存于）
- Japan National Football Team Database